# Friedrich Huch

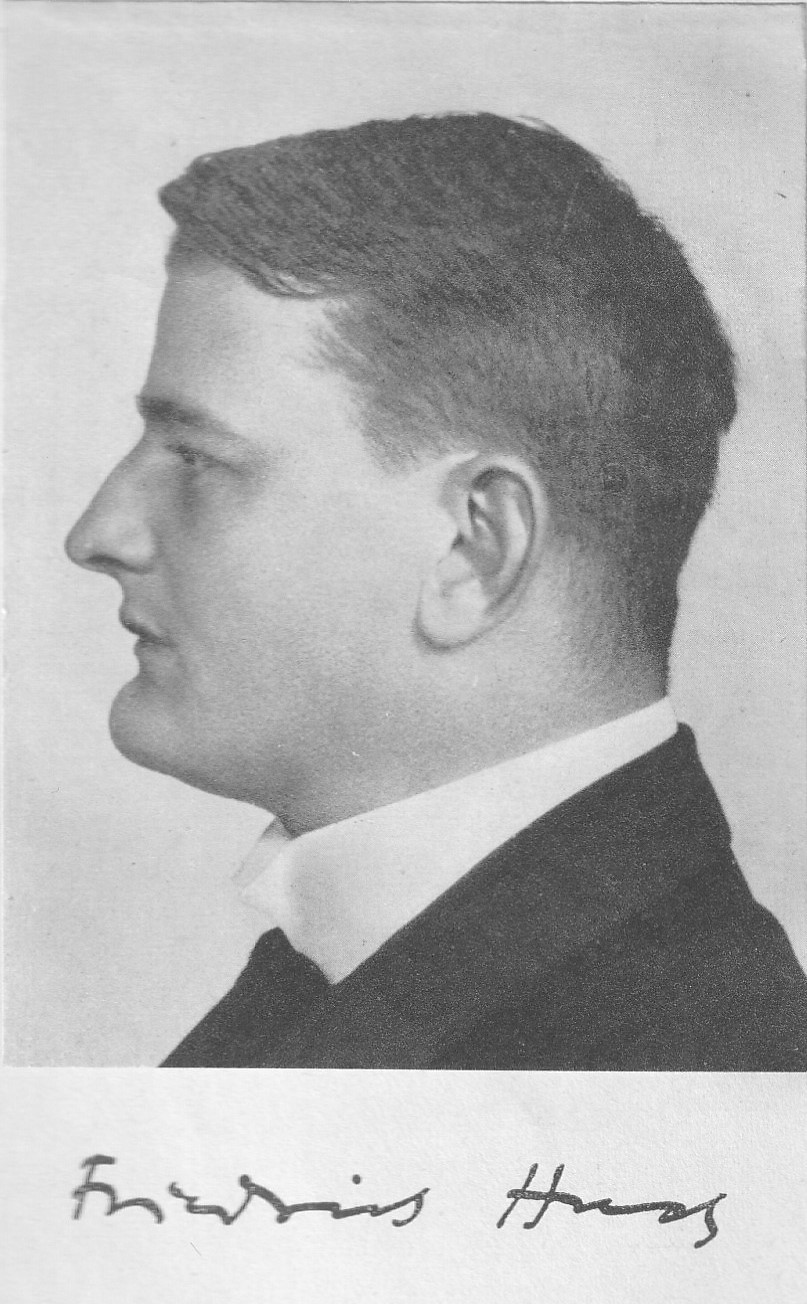
Foto de perfil de Friedrich Huch.

Friedrich Huch (Braunschweig, 19 de junio de 1873-Múnich, 12 de mayo de 1913) fue un escritor alemán.

## Biografría
Por vía materna,  era tío de Friedrich Gerstäcker y primo de Ricarda Huch. Su padre se suicidó en 1888
Tras su Reifeprüfung  en Dresde, estudió filosofía en las universidades de Múnich, París y Erlangen. Trabajó como profesor particular en Hamburgo y Lubocheń, Polonia, y viajó por Italia antes de establecerse como escritor independiente en Múnich.
Falleció inesperadamente tras una operación de oído medio a los 39 años y Thomas Mann pronunció su panegírico.

## Obra
- Peter Michel, Hamburgo, Janssen, 1901.
- Geschwister, Berlínn, Fischer, 1903.
- Träume, Berlín, Fischer, 1904.
- Wandlungen, Berlín, Fischer, 1905.
- Mao, Berlín, Fischer, 1907.
- Pitt und Fox. Die Liebeswege der Brüder Sintrup, Ebenhausen bei München, Langewiesche-Brand, 1909.
- Enzio, Múnich, Mörike, 1911.
- Tristan und Isolde. Lohengrin. Der fliegende Holländer. Drei groteske Komödien, Múnich, Mörike, 1911.
- Erzählungen, Múnich, Georg Müller, 1914.
- Neue Träume, Múnich, Georg Müller, 1914. Ausgabe von 1920 mit 20 Illustrationen von Alfred Kubin.
- Romane der Jugend, Berlín, Fischer, 1934.